# Södra Vi
Södra Vi est une localité de Suède dans la commune de Vimmerby située dans le comté de Kalmar.
Sa population était de 1 150 habitants en 2019.